# Монтеро, Рикардо
Рикардо Монтеро (исп. Ricardo Montero, род. 6 марта 1986 года) — коста-риканский футбольный арбитр.

## Биография
Стал арбитром ФИФА в 2011 году.
Обслуживал матчи Золотого кубка КОНКАКАФ 2015 и 2017 годов. В 2016 году был арбитром Столетнего Кубка Америки, где обслуживал встречи группового этапа.
В 2018 году решением ФИФА избран главным арбитром для обслуживания матчей чемпионата мира в России.

## Ссылка
1. ↑  Costa Rica Referees Архивная копия от 13 апреля 2018 на Wayback Machine FIFA
2. ↑  Карасев стал судьёй чемпионата мира. ФИФА утвердила списки арбитров. 29 марта 2018. Архивировано 2 мая 2019. Дата обращения: 24 апреля 2018.
3. ↑  FIFA. List of Match Officials for the 2018 FIFA World Cup™. fifa.com (29 марта 2018). Дата обращения: 23 июня 2018. Архивировано 10 июня 2018 года.